# Brickell Key

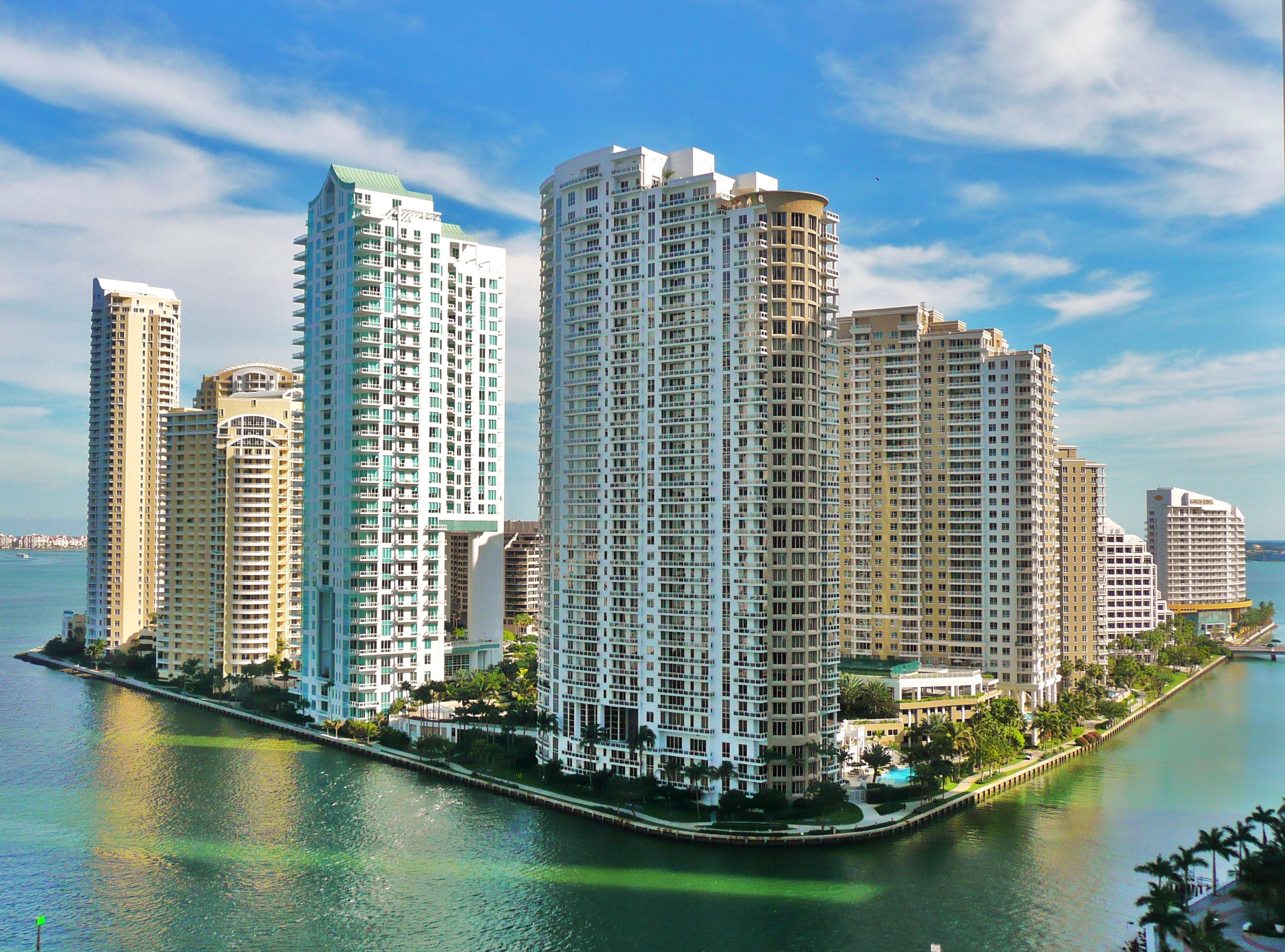
Brickell Key gezien vanuit het noorden, 2010

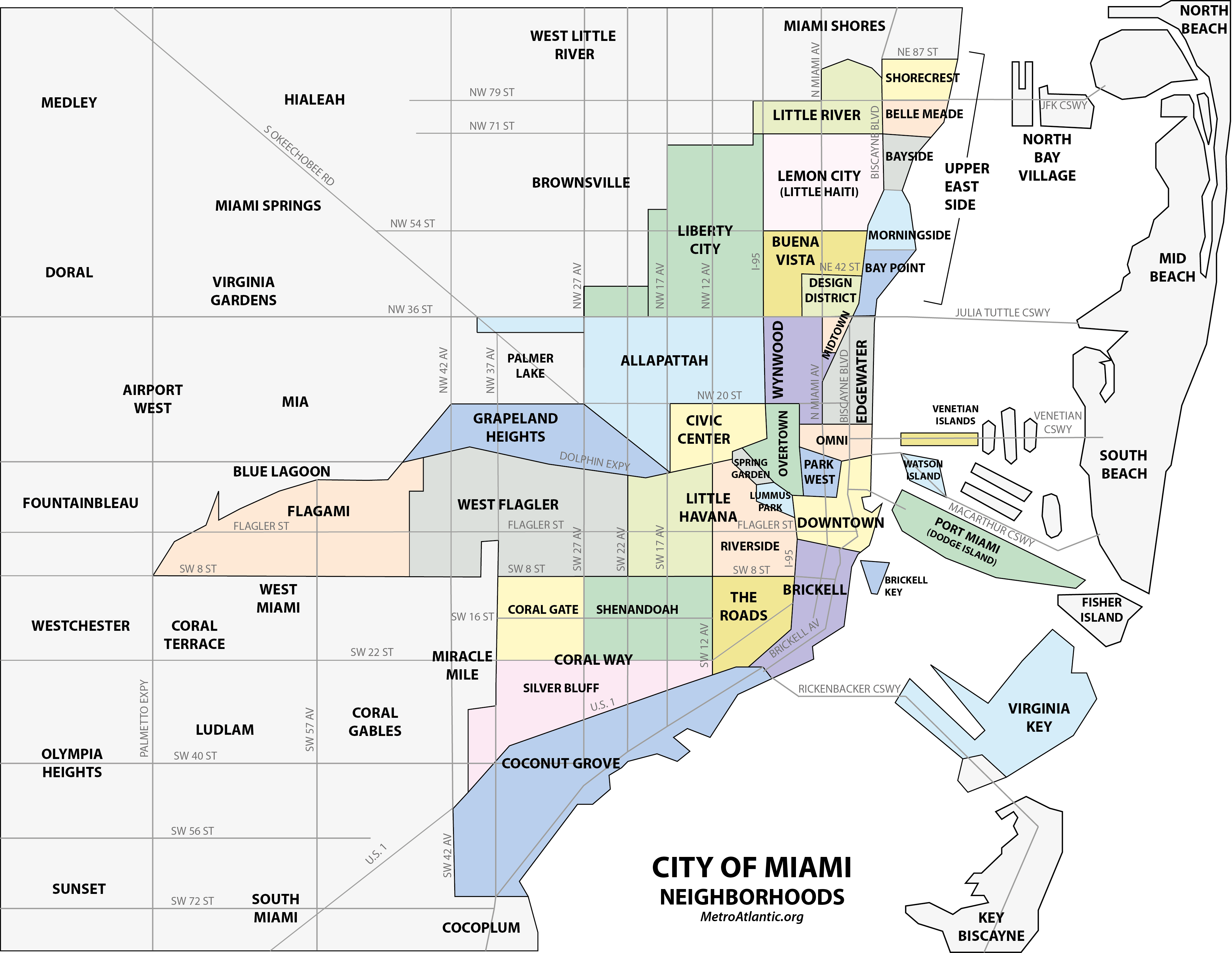
Wijken van Miami

Brickell Key, ook bekend als Claughton Island, is een kunstmatig eiland gelegen voor de kust van de wijk Brickell in Miami, Florida, Verenigde staten. Het eiland vormt een wijk van de stad Miami en ligt net ten zuidoosten van de binnenstad aan de monding van de rivier Miami in de Biscayne Bay. Het is met een brug verbonden met het vasteland. 

## Geschiedenis
In 1896 liet Henry Flagler een kanaal graven bij de monding van de rivier Miami. Hierdoor creëerde hij twee kleine eilanden. In 1943 kocht Edward N. Claughton senior, een projectontwikkelaar, de Brickell Key eilanden, en combineerde dezen in het huidige, 18 hectare grote, driehoekige eiland.
Eind jaren 70 kocht Swire Properties het eiland van Claughton en creëerde er een gated community. Zowel bij de volkstelling van 2000 als bij deze van 2010 woonden er 2.189 mensen op het eiland. 

## Afbeeldingen

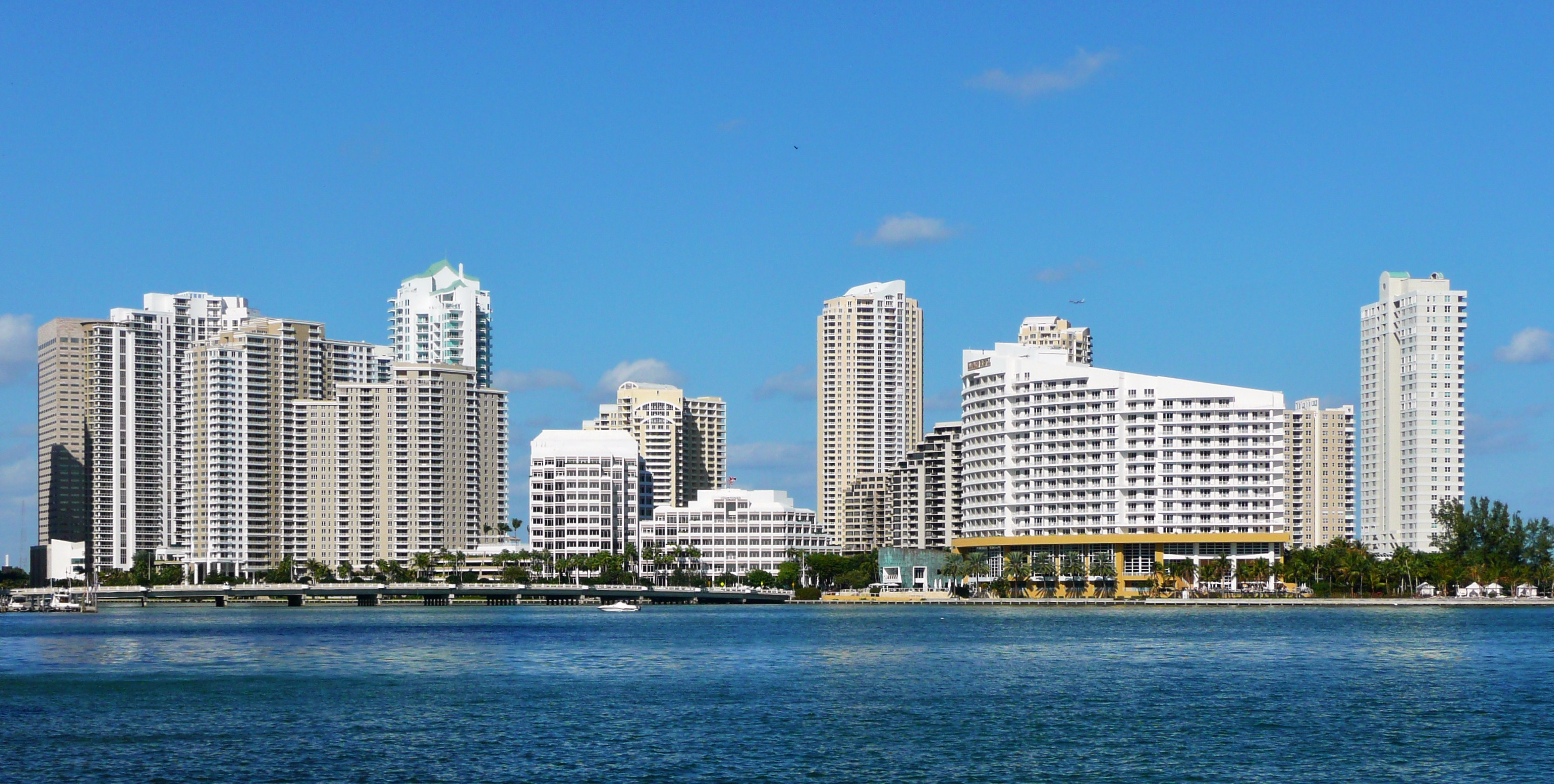
Brickell Key gezien vanuit het zuiden, 2010
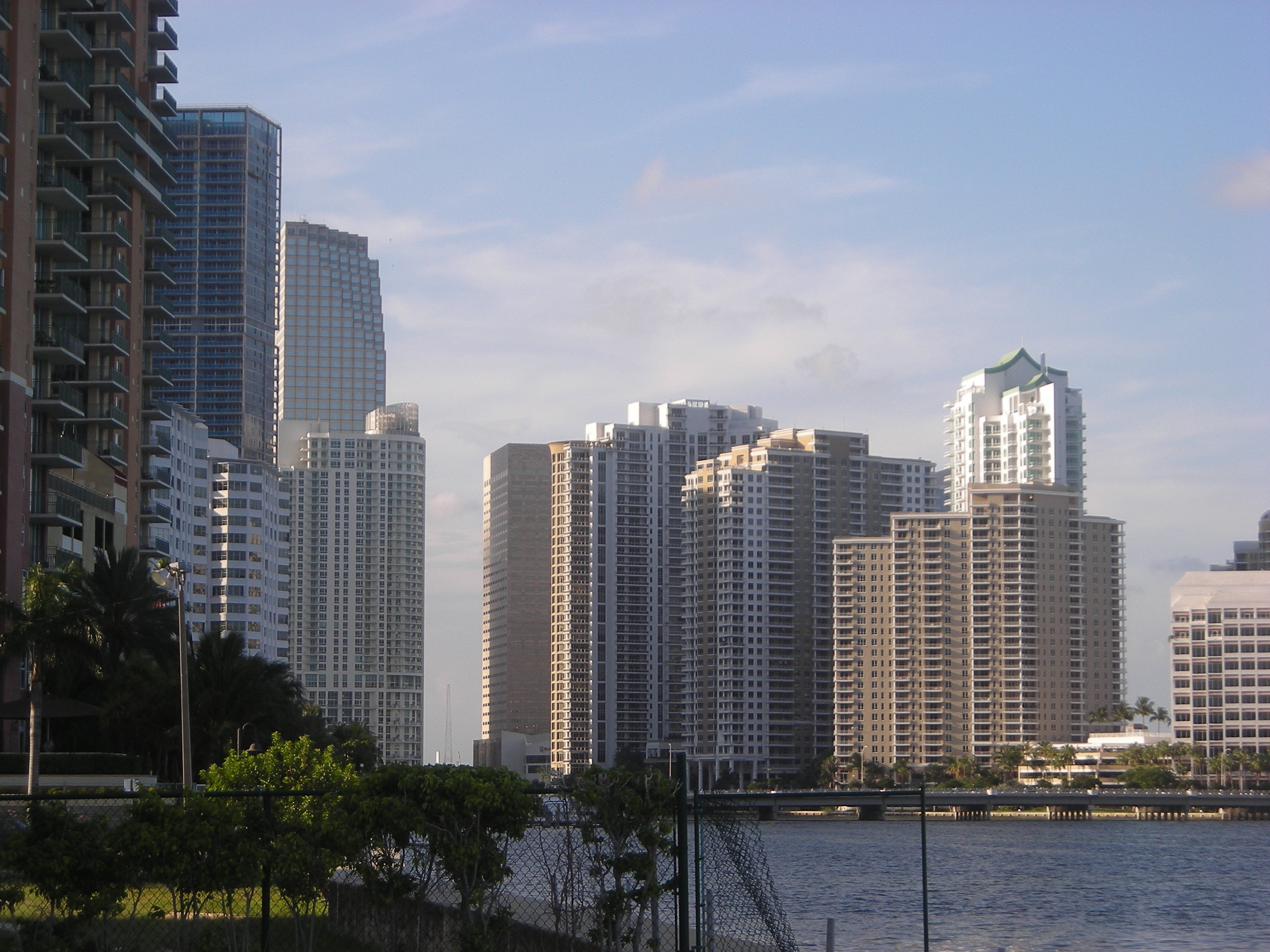
Brickell Key

Allapattah · Bay Point · Bayside · Belle Meade · Biscayne Island · Brickell · Brickell Key · Bryan Park · Buena Vista · Civic Center · Coconut Grove · Coral Gate · Coral Way · Design District · Dodge Island · Downtown · Edgewater · Flagami · Golden Pines · Grapeland Heights · Jewelery District · Liberty City · Little Haiti · Little Havana · Little River · Lummus Park · Midtown · MiMo District · Morningside · Omni · Overtown · Park West · San Marco Island · Shenandoah · Shorecrest · Silver Bluff · Spring Garden · The Roads · Upper Eastside · Venetian Islands · Virginia Key · Watson Island · West Flagler · Wynwood